# Axel Klefbeck
Axel Fredrik  Klefbeck, född 3 februari 1871 i Skara församling, Västergötlands län, död 25 februari 1942 i Skärkinds församling, Östergötlands län, var en svensk präst.

## Biografi
Axel Fredrik Klefbeck föddes 1871 i Skara. Han var son till seminarierektorn Carl Oscar Klefbeck och Carolina Antonia Norlin. Klefbeck studerade i Skara och blev höstterminen 1889 student vid Uppsala universitet. Han avlade teologisk filosofisk examen 29 januari 1891 och var från 1891 till 1905 privatlärare i Svenljunga, Lidköping och Vänersborg. Klefbeck var från 1906 till 1907 extralärare i Luleå och från 1907 till 1914 vikarierande läroverksadjunkt i Luleå. Han var från 1907 1912 extra ordinarie konsistorieamanuens och från 1908 till 1913 lärare vid Luleå elementärläroverk för flickor. Klefbeck prästvigdes 19 juni 1910 för Luleå stift och blev 1 januari 1913 tillförordnad garnisonspastor i Boden. År 1914 blev han rektor vid Bodens samskola och 18 mars 1916 komminister i Tjärstads församling, Kättilstads pastorat, tillträde 1 april 1916. Han blev 1 maj 1920 tillförordnad kyrkoherde i Skärkinds församling och ordinarie 23 augusti 1924, tillträde 1 september 1924. Klefbeck blev 1 september 1928 kontraktsprost i Skärkinds kontrakt. Klefbeck avled 1942 i Skärkinds socken.

### Familj
Klefbeck gifte sig 7 juni 1894 med Gerda Belfrage (1872–1932), dotter till löjtnanten Georg Fredrik Belfrage och Anna Larsen. De fick tillsammans barnen Alarik Klefbeck (1895-1963), Ingrid Klefbeck (1896–1918), Karl Klefbeck (född 1897), Greta Klefbeck (1898–1899), kartografen Brita Klefbeck (född 1900) och Stina Klefbeck (född 1912).